# Call It What It Is (album)
Pour l'album de Miles Davis, voir Call It What It Is.
Albums de Ben Harper and The Innocent Criminals
Childhood Home
(2014) No Mercy in This Land
(2018)
Call It What It Is est le treizième album studio de Ben Harper, accompagné par The Innocent Criminals. Il est sorti le 8 avril 2016 sur le label Stax Records.
Cet album marque les retrouvailles entre Ben Harper et les Innocent Criminals, qui s'étaient séparés en 2008.

## Liste des titres
| 1.    | When Sex Was Dirty | 3:50 |
| 2.    | Deeper And Deeper  | 4:02 |
| 3.    | Call It What It Is | 3:47 |
| 4.    | How Dark Is Gone   | 3:38 |
| 5.    | Shine              | 3:55 |
| 6.    | All That Has Grown | 3:25 |
| 7.    | Pink Balloon       | 2:22 |
| 8.    | Finding Our Way    | 4:15 |
| 9.    | Bones              | 3:21 |
| 10.   | Dance Like Fire    | 3:09 |
| 11.   | Goodbye To You     | 5:06 |
| 40:50 |                    |      |

## Musiciens
- Ben Harper : chant, guitare
- Michael Ward : guitare
- Juan Nelson : basse
- Leon Mobley : percussions
- Oliver Charles : batterie
- Jason Yates : clavier